# Вилкенешть
Вилкенешть, Вилкенешті (рум. Vâlcănești) — село у повіті Прахова в Румунії. Входить до складу комуни Вилкенешть.
Село розташоване на відстані 77 км на північ від Бухареста, 21 км на північ від Плоєшті, 64 км на південний схід від Брашова.

## Населення
За даними перепису населення 2002 року у селі проживали 2705 осіб. Усі жителі села рідною мовою назвали румунську.
Національний склад населення села:
| Національність | Кількість осіб | Відсоток |
| -------------- | -------------- | -------- |
| румуни         | 2599           | 96,1%    |
| цигани         | 106            | 3,9%     |